# Semaeopus gracilata
Semaeopus gracilata är en fjärilsart som beskrevs av Grossbeck 1912. Semaeopus gracilata ingår i släktet Semaeopus och familjen mätare. Inga underarter finns listade i Catalogue of Life.